# Premio Tchicaya U Tam'si por el poesía de África
El Premio Tchicaya U Tam'si por el poesía de África, recompensa desde 1989, un escritor que se distingue por una innovadora obra poética, con un alto valor artístico.
Ha sido creada durante el Foro de la ciudad Arcila (Marruecos), por iniciativa de Muhammad Benaissa, el exministro marroquí de Cultura y actual alcalde de Arcila. El premio se concede generalmente en agosto, durante el músim (festival) internacional y culturales de Arcila.

## Ganadores
- 1989 : Edouard Maunick (Mauricio)
- 1991 : René Depestre (Haití)
- 1993 : Mazisi Kunene (África del Sur)
- 1996 : Ahmed Abdel Muti Hijazi (o Mo'ti Higazi) (Egipto)
- 1999 : Jean-Baptiste Tati Loutard (Congo-Brazzaville)
- 2001 : Vera Duarte (Cabo Verde)
- 2004 : Abdelkarim Tabbal (Marruecos)
- 2008 : Niyi Osundare (Nigeria)
- 2011 : Fama Diagne Sène (Senegal)  y Mehdi Akhrif (Marruecos)
- 2014 : Josué Guébo (Côte d'Ivoire)
- 2018 : Amadou Lamine Sall (Senegal)